# Schmalstes Haus (Fürstenwalde/Spree)

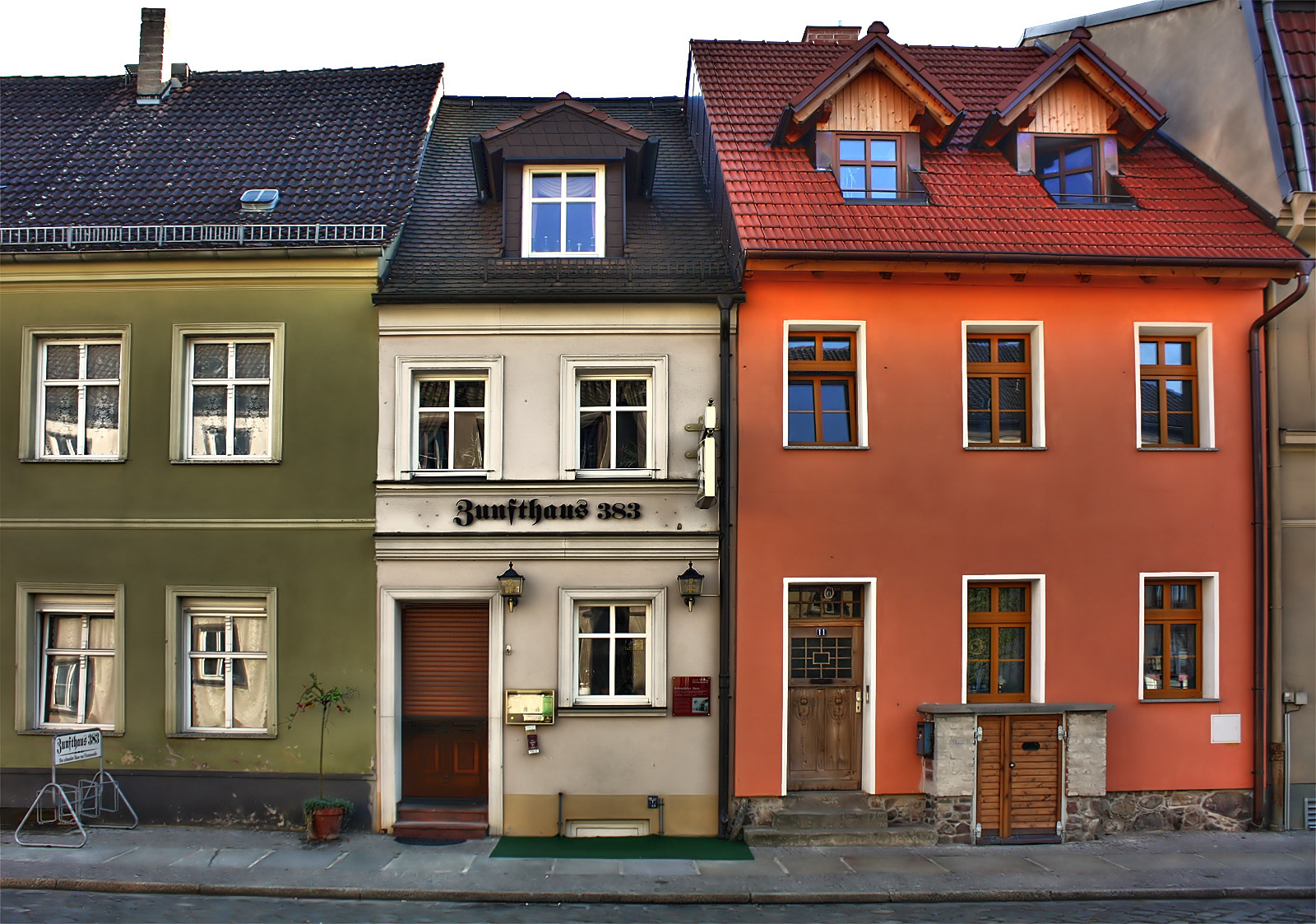
Schmalstes Haus in Fürstenwalde/Spree

Das Schmalste Haus in Fürstenwalde/Spree steht in der Tuchmacherstraße 12. Der Straßenname deutet darauf hin, dass im Mittelalter Handwerker und Tuchmacher hier wohnten.

## Beschreibung
Das schmale zweigeschossige Haus hat eine Breite von 3,83 Metern, stammt aus dem 17. Jahrhundert und ist eins der wenigen erhaltenen Häuser der Altstadt. Rund 80 Prozent der Häuser im Zentrum wurden am Ende des Zweiten Weltkrieges zerstört. Bei der Sanierung des Hauses im Jahr 1996 wurde ein Schwellbalken im Fußboden gefunden, der sich auf das Jahr 1662 datieren lässt. Der Keller des Hauses scheint viel älter zu sein.